# 畑寺町

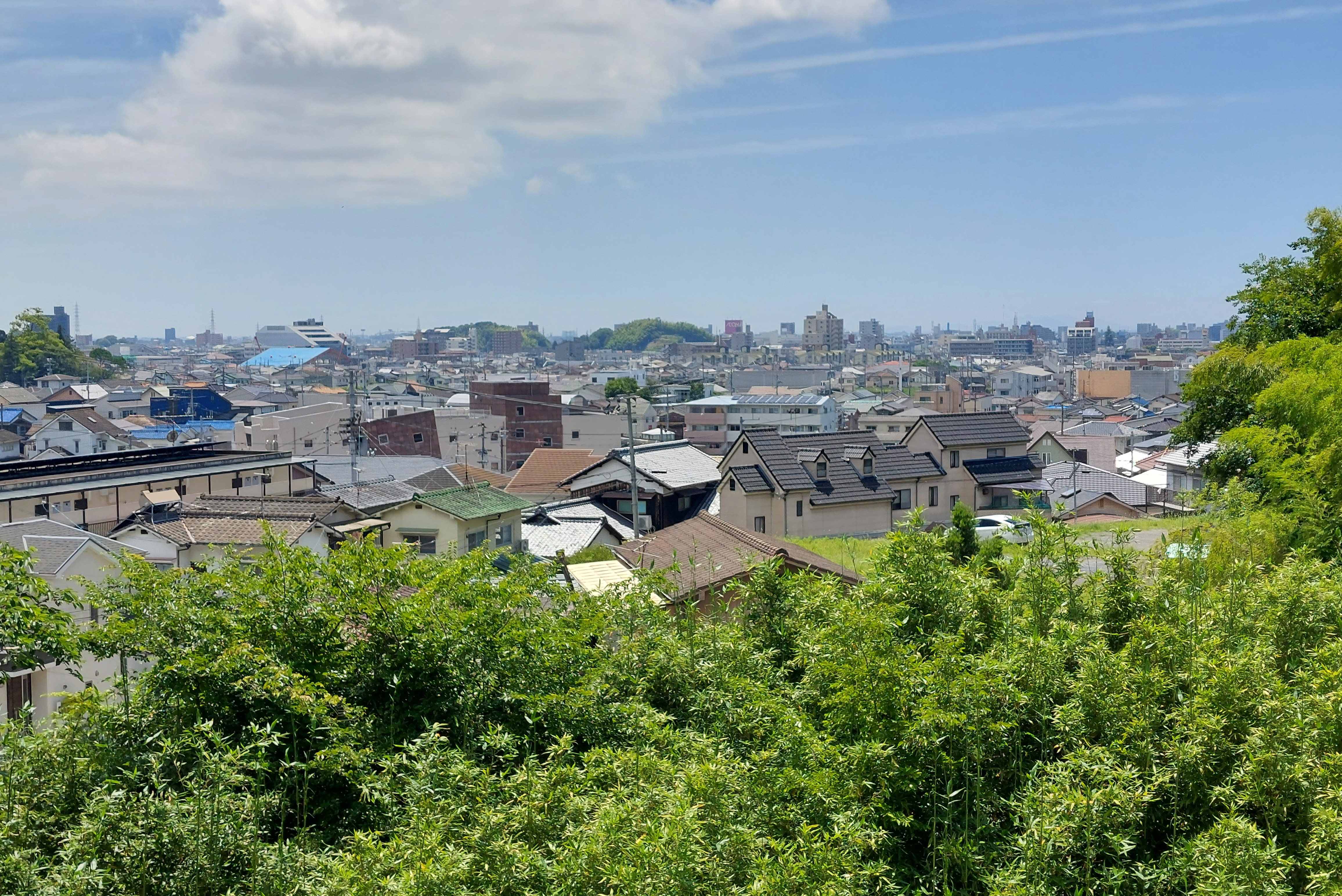
畑寺町の遠景

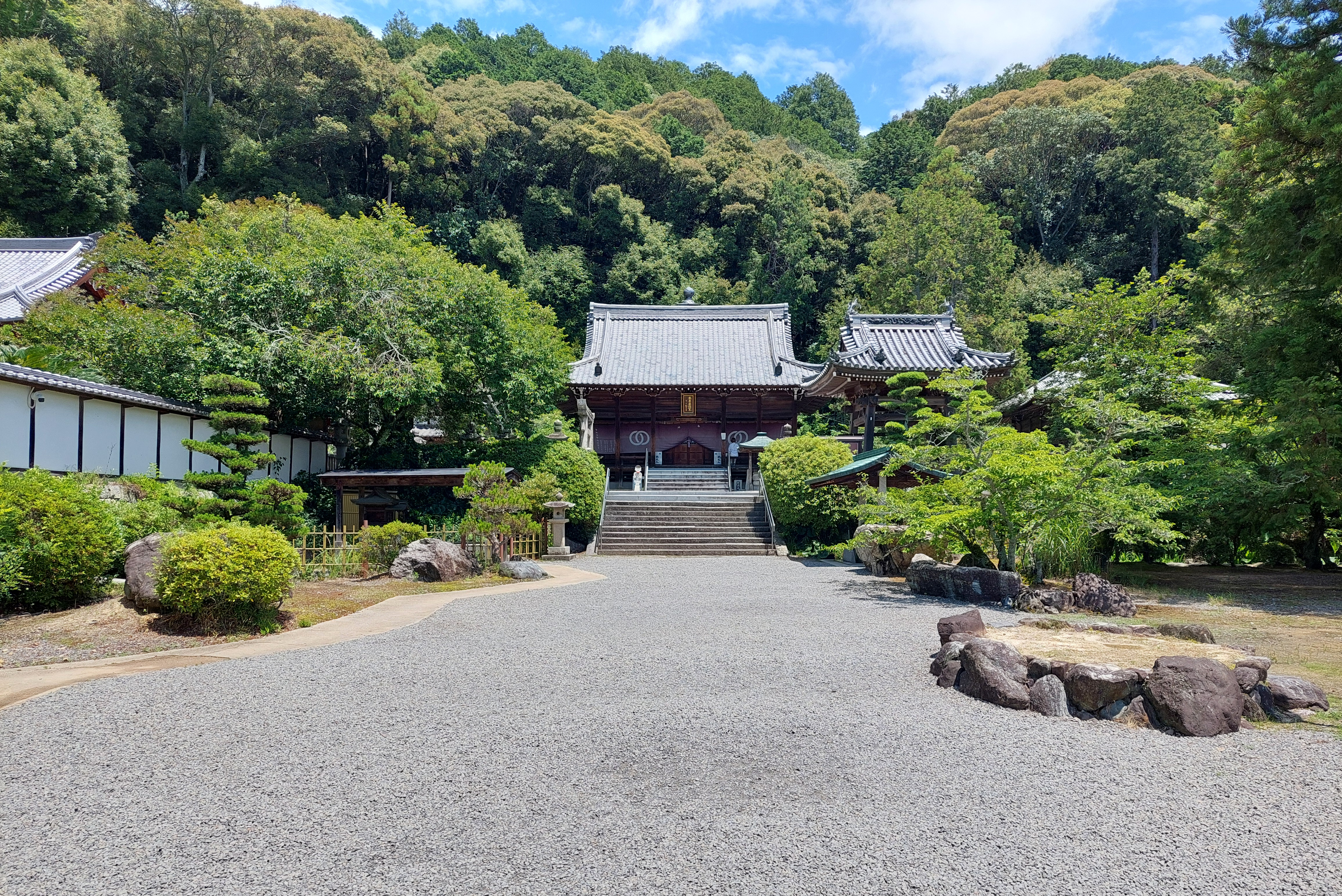
繁多寺

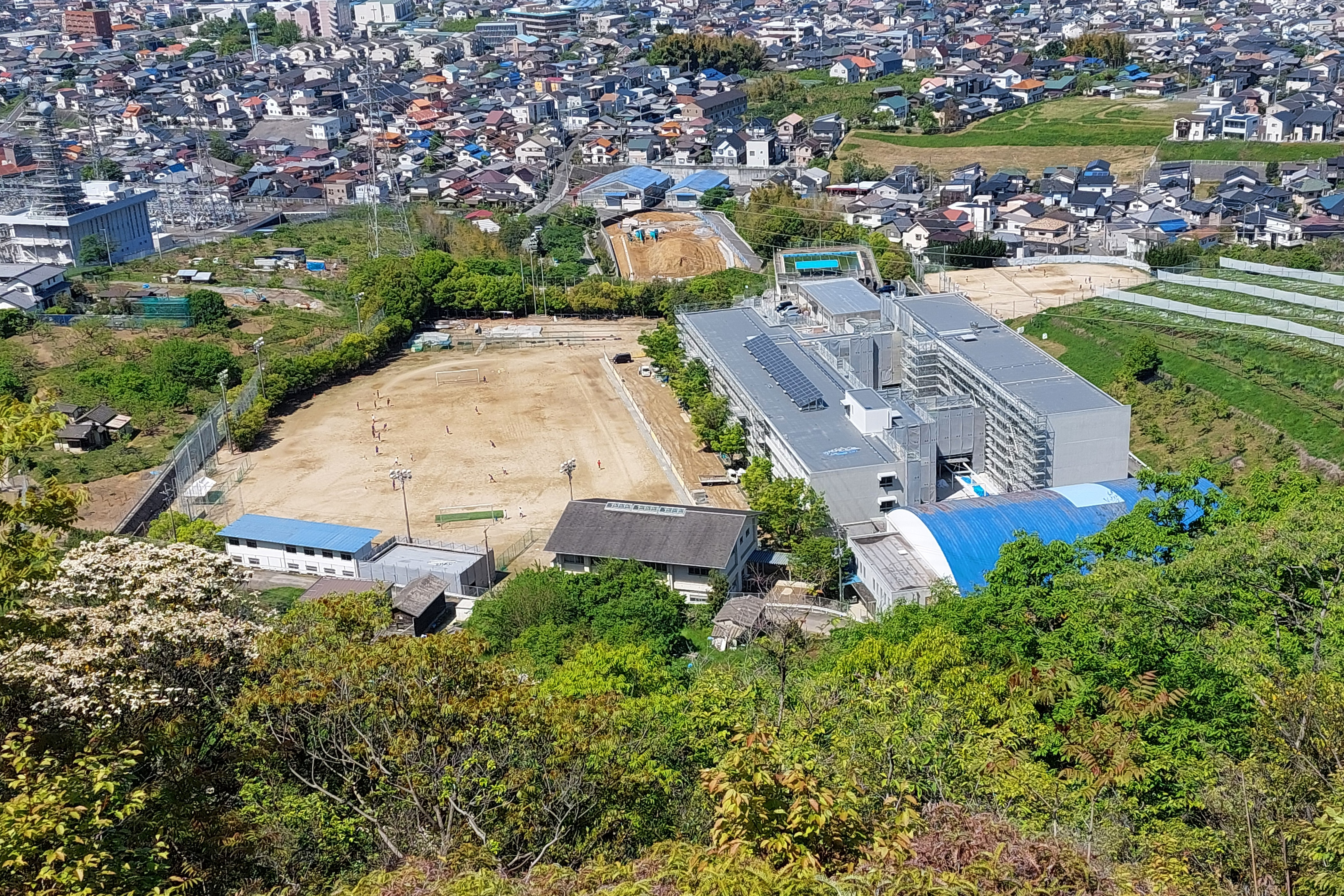
松山市立桑原中学校

畑寺町（はたでらまち）は愛媛県松山市の地名。2012年1月1日現在の人口は885人、世帯数は395世帯。郵便番号は790ｰ0912。
温泉郡畑寺村、桑原村畑寺に由来する。

## 地理
松山市東部に位置する。
1960年代頃までは田園地帯であったが、1970年代頃から徐々に住宅が建ちはじめ、現在は住宅やアパートが密集していて、全く様変わりしている。
畑寺、南久米町、北久米町、東野と接している。

### 山岳
- 淡路ヶ峠、宝ヶ峯

## 校区
市立の小・中学校に通う場合、畑寺町は北久米小学校、桑原小学校、桑原中学校の学区となる。

## 施設
- 学校・幼稚園・保育所　松山市立桑原中学校、大護幼稚園、ひかり保育所
- 公共施設　JAえひめ中央アグリセンター松山東、松山市桑原学校給食共同調理場
- 福祉施設　りつりん館、りつりん館アドバンス、グループホームひがし野
- 変電所　四国電力送配電松山変電所
- 神社・寺　桑原八幡神社・三島神社、繁多寺　(四国八十八箇所の第五十番札所)